# فرودگاه مووندویل
فرودگاه مووندویل (به انگلیسی: Moundville Airport) یک فرودگاه همگانی است که یک باند فرود چمن دارد و طول باند آن ۶۲۶ متر است. این فرودگاه در شهر ماوندویل، آلاباما کشور ایالات متحده آمریکا قرار دارد و در ارتفاع ۴۹ متری از سطح دریا واقع شده‌است.